# Марфовский сельский совет
Марфовский сельский совет (укр. Марфівська сільська рада, крымскотат. Davut Eli köy şurası) — административно-территориальная единица в Ленинском районе АР Крым Украины (фактически до 2014 года; ранее до 1991 года — в составе Крымской области УССР в СССР, до 1954 года — в составе Крымской области РСФСР в СССР, до 1945 года — в составе Крымской АССР РСФСР в СССР), на Керченском полуострове. Население по переписи 2001 года — 1343 человека, площадь сельсовета 188 км².
К 2014 году состоял из 3 сёл:
- Марфовка
- Новосёловка
- Прудниково.

## История
Марфовский сельсовет был образован в начале 1920-х годов в составе Керченского района. По результатам всесоюзной переписи 17 декабря 1926 года Марфовский сельский совет включал 3 населённых пункта с населением 2187 человек:
- Бикеч — 51 чел.
- Марфовка — 1978 чел.
- Новосёловка — 158 чел.

Постановлением ВЦИК «О реорганизации сети районов Крымской АССР» от 30 октября 1930 года (по другим сведениям 15 сентября 1931 года) Керченский район упразднили и сельсовет включили в состав Ленинского, а, с образованием в 1935 году Маяк-Салынского района (переименованного 14 декабря 1944 года в Приморский) — в состав нового района. С 25 июня 1946 года сельсовет в составе Крымской области РСФСР. 26 апреля 1954 года Крымская область была передана из состава РСФСР в состав УССР. На 15 июня 1960 года в составе совета числились следующие населённые пункты:
Марфовка
Новосёловка
Прудниково
Указом Президиума Верховного Совета УССР «Об укрупнении сельских районов Крымской области», от 30 декабря 1962 года Приморский район был упразднён и сельсовет присоединили к Ленинскому. На 1 января 1968 года в совет добавились Краснополье и Пташкино, к 1974 году совет был восстановлен Марьевский сельский в который перешло Пташкино. С 12 февраля 1991 года сельсовет в восстановленной Крымской АССР, 26 февраля 1992 года переименованной в Автономную Республику Крым. 22 сентября 2006 года Краснополье было исключено из учётных данных решением ВР АР Крым и совет обрёл современный состав. С 21 марта 2014 года в составе Крыма аннексирован Россией. Законом «Об установлении границ муниципальных образований и статусе муниципальных образований в Республике Крым» от 4 июня 2014 года территория административной единицы была объявлена муниципальным образованием со статусом сельского поселения.